# Khordha
Khordha là một thị xã và là nơi đặt ủy ban khu vực quy hoạch (notified area committee) của quận Khordha thuộc bang Orissa, Ấn Độ.

## Nhân khẩu
Theo điều tra dân số năm 2001 của Ấn Độ, Khordha có dân số 39.034 người. Phái nam chiếm 52% tổng số dân và phái nữ chiếm 48%. Khordha có tỷ lệ 78% biết đọc biết viết, cao hơn tỷ lệ trung bình toàn quốc là 59,5%: tỷ lệ cho phái nam là 84%, và tỷ lệ cho phái nữ là 72%. Tại Khordha, 11% dân số nhỏ hơn 6 tuổi.